# NGC 5886
NGC 5886 is een elliptisch sterrenstelsel in het sterrenbeeld Ossenhoeder. Het hemelobject werd op 13 mei 1828 ontdekt door de Britse astronoom John Herschel.

## Synoniemen
- ZWG 221.36
- PGC 54298